# Democracia semiótica
La democracia semiótica es una frase acuñada por primera vez por John Fiske, un profesor de estudios de los medios de comunicación, en su libro sobre estudios de los medios de comunicación Cultura Televisiva (1987). Fiske definió el término como la "delegación de la producción de significados y placeres a los espectadores [de televisión].": : 236   Fiske  argumentó cómo los espectadores no eran en realidad más que ser adictos a la televisión pasivos que absorbían información de manera no mediada, sino que añadían sus propios significados a los programas que veían, y esos significados diferían sustancialmente del significado pretendido por el productor del programa.
Posteriormente, este término fue adoptado por la comunidad técnica y legal en el contexto de cualquier reelaboración de imaginería cultural por parte de alguien que no es el autor original. Los ejemplos incluyen fan fiction y slash fiction.
Los académicos de leyes consideran que, al facilitar la tecnología el proceso de crear y distribuir obras derivadas a bajo costo imbuidas con nuevos significados culturales disponibles al público masivo, las leyes de copyright y derecho-a-publicación  están reprimiendo y limitando estas obras, y, por ello, reduciendo su promulgación y limitando la democracia semiótica.
El profesor Terry Fisher de la Escuela de Derecho de Harvard ha escrito sobre democracia semiótica en el contexto de la crisis que afronta la industria del entretenimiento y en términos de la capacidad de las personas para utilizar Internet de nuevas formas creativas.

## Otras lecturas
- Sonia Katyal, Semiotic Disobedience, 84 Washington U. L. Rev. (2006)

- Datos: Q7449586